# NGC 2805
NGC 2805 (również PGC 26410 lub UGC 4936) – galaktyka spiralna z poprzeczką (SBd), znajdująca się w gwiazdozbiorze Wielkiej Niedźwiedzicy. Odkrył ją William Herschel 2 kwietnia 1791 roku.